# Итуррисар, Касильда
Касильда Маргарита де Итуррисар-и-Уркихо (исп. Casilda Margarita de Iturrizar y Urquijo; 1818, Бильбао — 22 февраля 1900, там же), также известная как вдова Эпальса, — испанский филантроп и предпринимательница из Бильбао (Страна Басков). Она тратила своё состояние на благотворительность, помогая наиболее обездоленным людям Бильбао. Улица, на которой она жила, больничное крыло и городской парк в Бильбао были названы в её честь.

## Ранние годы
Касильда Итуррисар родилась в Бильбао в семье торговца Хосе Илариона Итуррисара Басабе (род. 1799) и Эухении Николасы Уркихо Сьюртегарай. В 1833 году, после смерти отца, Итуррисар устроилась домашней прислугой у одного из самых преуспевающих купцов Бильбао ― Томаса Хосе де Эпальсы (1798—1873), за которого Итуррисар впоследствии вышла замуж.
Эпальса, чтобы жениться на Итуррисар, начал бракоразводный процесс со своей первой супругой в 1849 году, и он получил церковный развод, но брак не был аннулирован, поэтому официально он оставался в браке со своей первой женой до её смерти в 1857 году.

## Замужество
Итурризар и Эпальса наконец поженились в 1859 году. К тому времени Эпальса сумел сколотить внушительное состояние в качестве одного из основателей «Banco de Bilbao» (1857) вместе со своими двоюродными братьями Пабло де Эпальсой Лекандой и Доминго де Эпальсой Ларраондо.. Доход ему также приносила доля в железной дороге Бильбао-Тудела, а также в первой современной сталелитейной компании в Стране Басков.
После смерти мужа в 1873 году Итуррисар взяла на себя управление его финансовыми делами. Хотя она и отказалась от некоторых его активов, но продолжала заниматься его "банками и недвижимостью, в дополнение к инвестициям в железные дороги и в добычу угля. Итуррисар стала самой богатой женщиной в Бильбао после кончины своего супруга.

## Филантропия

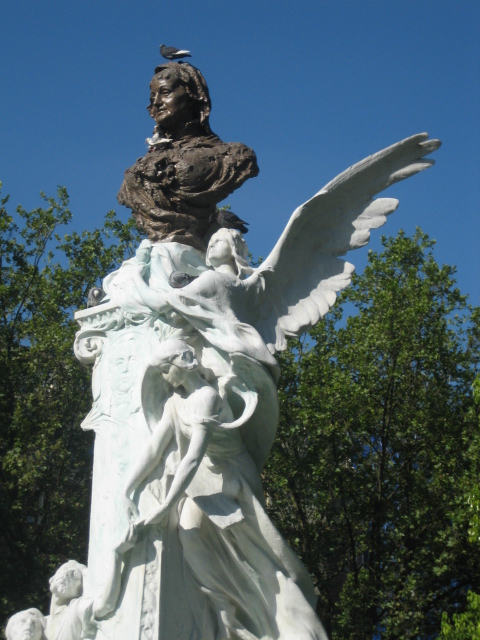
Памятник в честь Касильды Итуррисар в парке Бильбао, названном её именем.

Итуррисар финансировала строительство школ Тиволи, позже названных в её честь, сотрудничала с Хоровым обществом Бильбао и учредила стипендии для выдающихся учеников городских государственных школ. Она также оказывала помощь множеству католических организаций: в частности, кларетинцам из района Сан-Франсиско, Слугам Иисуса де Ла Наха и августинцам Португалете.
Она также инвестировала в Анонимное общество Нового театра Бильбао, образованное в 1885 году и построившее театр Арриага к 1890 году.
Итуррисар присоединилась к Католическому фонду школ и Попечительскому совету рабочих в 1891 году, чтобы продвигать свою идею предоставления «совершенно бесплатного обучения, морализации, возможности отдыха и социальной защиты рабочему классу».

## Смерть
Касильда Итуррисар умерла в Бильбао 22 февраля 1900 года. У неё не было ни детей, ни прямых потомков, поэтому 7,5 миллионов песет её состояния (что не представляло полной его суммы) были завещаны множеству общественных организаций, включая Дом милосердия и гражданскую больницу. Также её средства пошли на пополнение стипендиального фонда для государственных школ Бильбао, который был основан в 1902 году и функционирует до сих пор.

## Память
В большом парке Бильбао, Донья Касильда Итуррисар, названном в её честь и расположенном недалеко от центра города, воздвигнут памятник Итуррисар, созданный каталонским скульптором Агусти Керолем.
В её честь было названо одно из крыльев больницы Басурто в Бильбао.

Итурризар также увековечена на Виуда де Эпальса, улице Бильбао, где она жила, памятной табличкой, которая гласит (на испанском языке):
«Год MCDCCCC. Город Бильбао, памяти доньи Касильды де Итуррисар. Небеса дали ей великие богатства, которыми она щедро делилась с бедными мира сего».